# Mercy Tembon
 (septembre 2022).
La mise en forme du texte ne suit pas les recommandations de Wikipédia : il faut le « wikifier ».
Les points d'amélioration suivants sont les cas les plus fréquents :
- Les titres sont pré-formatés par le logiciel. Ils ne sont ni en capitales, ni en gras.
- Le texte ne doit pas être écrit en capitales (les noms de famille non plus), ni en gras, ni en italique, ni en « petit »…
- Le gras n'est utilisé que pour surligner le titre de l'article dans l'introduction, une seule fois.
- L'italique est rarement utilisé : mots en langue étrangère, titres d'œuvres, noms de bateaux, etc.
- Les citations ne sont pas en italique mais en corps de texte normal. Elles sont entourées par des guillemets français : « et ».
- Les listes à puces sont à éviter, des paragraphes rédigés étant largement préférés. Les tableaux sont à réserver à la présentation de données structurées (résultats, etc.).
- Les appels de note de bas de page (petits chiffres en exposant, introduits par l'outil «  Source ») sont à placer entre la fin de phrase et le point final[comme ça].
- Les liens internes (vers d'autres articles de Wikipédia) sont à choisir avec parcimonie. Créez des liens vers des articles approfondissant le sujet. Les termes génériques sans rapport avec le sujet sont à éviter, ainsi que les répétitions de liens vers un même terme.
- Les liens externes sont à placer uniquement dans une section « Liens externes », à la fin de l'article. Ces liens sont à choisir avec parcimonie suivant les règles définies. Si un lien sert de source à l'article, son insertion dans le texte est à faire par les notes de bas de page.
- La présentation des références doit suivre les conventions bibliographiques. Il est recommandé d'utiliser les modèles {{Ouvrage}}, {{Chapitre}}, {{Article}}, {{Lien web}} et/ou {{Bibliographie}}. Le mode d'édition visuel peut mettre en forme automatiquement les références.
- Insérer une infobox (cadre d'informations à droite) n'est pas obligatoire pour parachever la mise en page.

Pour une aide détaillée, merci de consulter Aide:Wikification.
Si vous pensez que ces points ont été résolus, vous pouvez retirer ce bandeau et améliorer la mise en forme d'un autre article.
 (septembre 2022).
Mercy Miyang Tembon , est une camerounaise spécialiste  en éducation et  Vice-Présidente et Secrétaire Générale de la Banque Mondiale.

## Biographie

### Enfance, formation et débuts
Mercy  Tembon est membre à vie du Conseil d'administration de  l’école maternelle et primaire  de l’Union nationale des parents d’élèves, établissement fondé par elle-même en 1989, à Bamenda. Elle  est titulaire d'un  Bachelor obtenu à l’École normale supérieure du Cameroun  en 1982, d'un master à  l’université de Liverpool en 1988 et d'un doctorat en économie de l’éducation, en 1994 à l’université de Londres.

#### Carrière
Après avoir démarré sa carrière dans le domaine de l'éducation au Cameroun, Mercy Tembon s'envole pour l’Angleterre, où elle est recrutée comme  responsable de la recherche à l’Institute of Development Studies de l’université de Sussex.
En 2000, elle rejoint la Banque Mondiale en tant que Spécialiste en Éducation au sein du Département Développement Humain de la Région Afrique. Au fil des années, elle y occupe plusieurs postes, notamment celui de Directeur pays pour le Burundi, le Burkina Faso, le Caucase du Sud (Arménie, Azerbaïdjan, Géorgie). De juillet 2019 en août 2022, elle supervise les activités de l'institution financière qui l'emploie au Bangladesh et au Bhoutan. Poste qu'elle occupe au moment où elle est promue vice-présidente et Secrétaire générale de la Banque le 18 août 2022. C'est le 1er septembre 2022  qu'elle prend officiellement fonction,,,,,,. 

### Publications
Mercy Miyang Tembon est auteur et co-auteur de plusieurs publications sur les questions d'éducation, de genre et de croissance.
154 
- Gender and Primary Schooling in Guinea, Mercy Tembon, Ibrahima Sorry Diallo, Djenabou Barry, Alpha Aliou Barry, Institute Of Development Studies, 1997, 54 p.
- Who Gets Primary Schooling and Why? Evidence of Gender Inequalities Within Families in Guinea, Mercy Tembon, Samer Al-Samarrai, University of Sussex, 1999, 36 p.

- Girls' Education in the 21st Century: Gender Equality, Empowerment and Economic Growth, Mercy Tembon, Lucia Fort, World Bank Staff, World Bank Publications, 2008, 342 p.

- Revival, Achieving Schooling for All in Africa (2003) : Costs, Commitment and Gender, Christopher Colclough, Samer Al-Samarrai, Mercy Tembon, Routledge, 2017, 310 p.

1. ↑  « Qui est Mercy Tembon, la nouvelle secrétaire générale de la Banque mondiale ? – Jeune Afrique », sur JeuneAfrique.com (consulté le 8 septembre 2022)
2. ↑  cfeditorfr, « Qui est Mercy Tembon, la nouvelle secrétaire générale de la Banque mondiale ? », sur Cameroun, 24 août 2022 (consulté le 8 septembre 2022)
3. ↑  (en) « Mercy Tembon », sur World Bank (consulté le 20 septembre 2022)
4. ↑  Agence Ecofin, « La Banque mondiale nomme la Camerounaise Mercy Tembon au poste de vice-présidente », sur Agence Ecofin (consulté le 20 septembre 2022)
5. ↑  « Banque mondiale : une Camerounaise, vice-présidente », sur www.cameroon-tribune.cm (consulté le 20 septembre 2022)
6. ↑  « Parcours, missions... Qui est Mercy Tembon, la Camerounaise nommée vice-présidente de la Banque mondiale? », sur Le360 Afrique, 23 août 2022 (consulté le 20 septembre 2022)
7. ↑  « La Camerounaise Mercy Tembon nommée vice-présidente et secrétaire générale de la Banque mondiale », sur www.investiraucameroun.com (consulté le 20 septembre 2022)
8. ↑  « La Camerounaise Mercy Tembon est nommée Vice-présidente et Secrétaire générale de la Banque Mondiale », sur Griotys TV, 19 août 2022 (consulté le 20 septembre 2022)
9. ↑  Rédaction, « La Camerounaise Mercy Tembon nommée Vice-présidente et Secrétaire Générale de la Banque mondiale | Business & Finance International » (consulté le 20 septembre 2022)
10. ↑  « Mercy Tembon | Get Textbooks | New Textbooks | Used Textbooks | College Textbooks - GetTextbooks.com », sur www.gettextbooks.com (consulté le 20 septembre 2022)